# 片岡寛
片岡 寛（かたおか ひろし、1941年4月8日 - ）は日本の経営学者。専門は市場論、商品開発。一橋大学名誉教授、公立諏訪東京理科大学名誉教授。一橋大学イノベーション研究センター長や、諏訪東京理科大学学長、東京理科大学理事、日本商品学会会長等を務めた。

## 人物・経歴
千葉県出身。1960年に千葉県立千葉第一高等学校（現在の千葉県立千葉高等学校）を卒業し、1964年に東京教育大学理学部化学科を卒業。1969年に東京教育大学大学院理学研究科博士課程化学専攻を修了し、理学博士となる。博士論文は「エノン系化合物の光化学反応」。
1969年一橋大学商学部専任講師になった後、同学部助教授を経て、1982年から教授となる。1993年に一橋大学商学部学部長に就任。1997年に、初代一橋大学イノベーション研究センター長となる。2005年定年退職し、一橋大学名誉教授の称号を受ける。伊丹敬之東京理科大学教授・一橋大学名誉教授と親しく、同年、諏訪東京理科大学経営情報学部経営情報学科教授、東京理科大学大学院総合科学技術経営研究科客員教授に就任。2006年、諏訪東京理科大学第2代学長に就任。2010年には、東京理科大学専門職大学院イノベーション研究科知的財産戦略専攻教授となり、2013年に、同非常勤講師となる。指導学生に松井剛、中川淳一郎などがいる。
日本商品学会会長、日本インストアマーケティング学会会長、日本開発工学会運営副委員長、総務省統計審議会分類部会専門委員、食品産業優良企業等表彰審査委員会委員長、日本食糧新聞社ファベックス運営委員長、日本経済新聞社新製品評価委員会委員長、日本惣菜協会中食2025検討委員会委員長、東京理科大学理事、早稲田大学大学院商学研究科非常勤講師等も務めた。
2019年、瑞宝中綬章受章。ゼミの指導学生に松井剛（一橋大学教授）、中川淳一郎（PRプランナー）、赤尾洋昭（セコマ社長）や、藤原雅俊（一橋大学教授）など。

## 著書
- 『イノベーションと企業成長に関する研究』（共著）、1988年
- 『21世紀の商品市場―市場性と社会性の調和』（白桃書房）
- 『商品多様化戦略―市場力学を変える』（中央経済社）